# 暦書 (ノストラダムス)

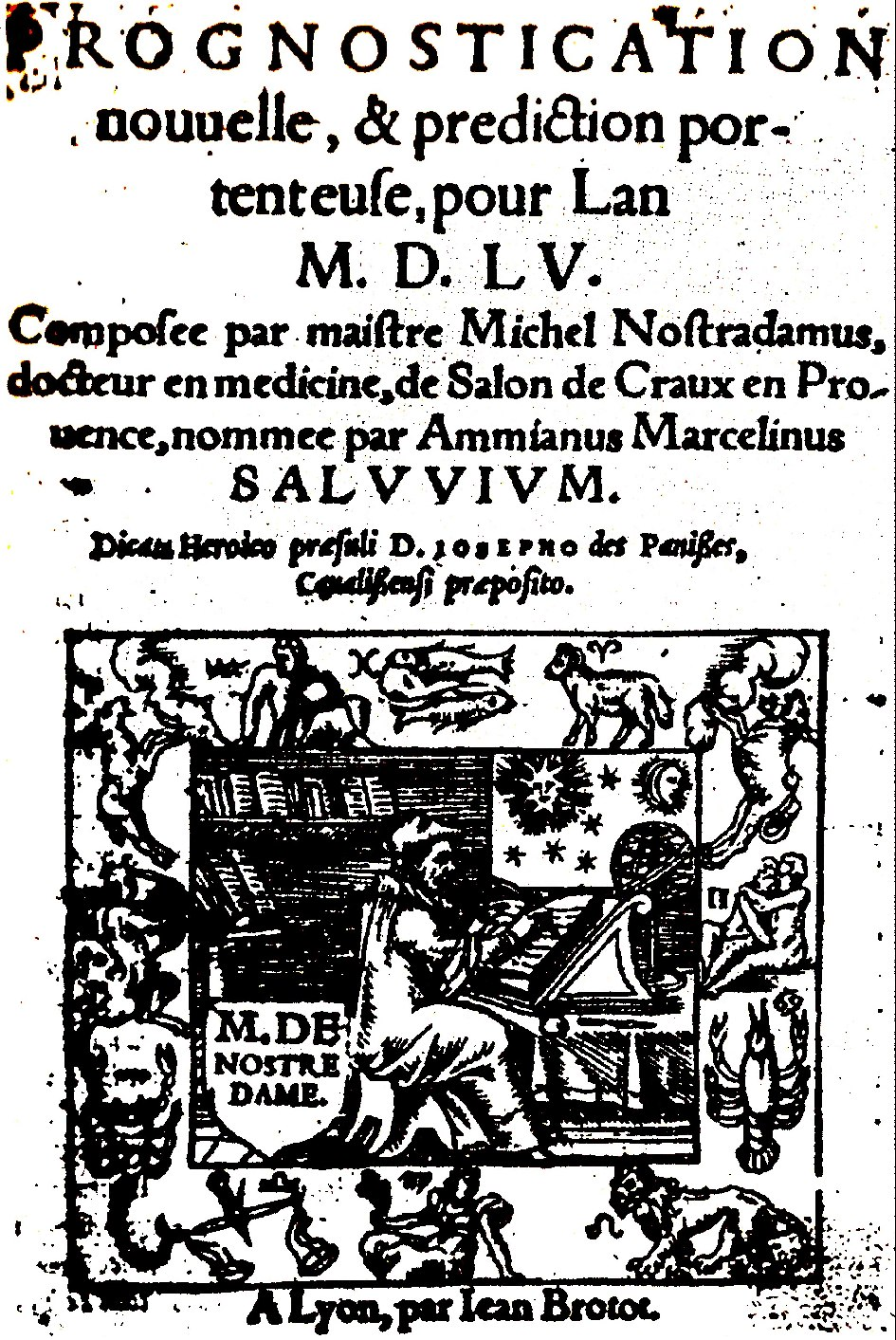
1555年向けの新たなる占筮と驚異の予言

ノストラダムスの暦書（れきしょ）もしくはアルマナ、アルマナック (Almanach) は、1549年頃から1566年ごろまで毎年出されていた、翌年一年を予言した刊行物の暫定的な総称。「暦」、「占星暦」などとも訳される。

## 概要
ノストラダムスの年季刊行物は「暦書」と総称されることが多いが、実際には、初期に出されていたのは主に「占筮（せんぜい; Pronostication）」（プロノスティカシオン。「予測」、「占い」などとも訳される）と呼ばれる散文体の予測で、1557年向けのものあたりからカレンダー形式の予測「暦書」が並行的に刊行され、1563年向けのものから両者を合本した「暦書」が出されるようになった。
「暦書」類は1550年向けから1567年向けまで出されていたが、1551年向けは内容が残っていないだけでなく、出されていたかどうかも分かっていない。
カレンダー形式の「暦書」には各月ごとに四行詩が添えられており、これがのちに『予兆詩集』の素材となった。予兆詩は1555年向けのものが最初であり、以降1567年向けまで存在するが、1556年向けは現存しない（1556年向けの素材が流用された疑いのある海賊版なら現存する）。

## 構成

### 暦書
暦書はカレンダー形式になっている。月の冒頭には、その月に関する四行詩が添えられている（後出の#予兆詩参照）。各日には守護聖人や祝日が記載され、数語程度の簡潔な予測が添えられている。例えば、「8日、この日は、霧が出ます」「10日、誰かが死にかけます」などである（予測は数日分にまたがって記載される場合もある）。
ノルマンディー地方のコタンタン半島の地方領主グーベルヴィルなどのように、ノストラダムスの暦書を一種の農事暦として使っていた者がいたことも指摘されている。

### 占筮
占筮は散文体で、月ごとに星位などについて述べた上で予測を記している。また、季節ごとに分けた予測が併録される場合もあった。

### 献辞
ほとんどの「暦書」類に、ノストラダムスは有力者や著名人への献辞を収録した。この点は、弟ジャンへの献辞を添えた『化粧品とジャム論』、生まれたばかりの息子セザールに宛てた序文を添えた『予言集』初版などとは異なっている。
献辞を捧げた相手には、フランス王アンリ2世、同シャルル9世、カトリーヌ・ド・メディシス、ナヴァル国王アントワーヌ、ローマ教皇ピウス4世、文人ジャン・ド・ヴォゼル、サヴォワ公妃マルグリットなどがいた。

## 編集
ノストラダムスは、毎年夏ごろまでには、翌年分の暦書の原稿を仕上げていたようである。ノストラダムスは、自身の原稿が適切に出版されるかにも注意を払っており、1553年11月には、いい加減な形で編集したベルトー師（Maître Bertot）という業者を訴え、原稿を取り上げている。この原稿は、アントワーヌ・デュ・ロワイエという印刷業者に渡され、彼の下で印刷されたという。
また、ノストラダムスは同じ年向けの原稿を複数執筆していたらしいことが、いくつかの記録から指摘されている。例えば、『1562年向けの暦』の序文に採用された「ピウス4世への献辞」は、実際に出版されたものとは若干異なる手稿の存在が知られている。しかし、そうした複数の版は全てが出版されたわけでなく、業者の意図で取捨選択されることがあった。1557年11月20日付の印刷業者ブロトーからの書簡では、2つの原稿のうちひとつしか出版しない旨が通告されている。

## 反響
当時、ノストラダムスの「暦書」類は、予言に関する著作としてはかなり評価が高かったようで、早くも1552年向けの「暦書」（正式名は伝わっていない）について、内容を剽窃した偽版が出されている（『医師にして占星術師クロード・ファブリ師による1552年向けの真の新占筮』アジャン、1552年）。
反響はフランス国内にとどまらず、1557年向け、1563年向け、1564年向け、1567年向けはイタリア語訳版が出され、1559年向けは英訳版が出された。また、1566年向けはオランダ語訳版が出された。他方で、1560年代にはパリやロンドン、イタリア各都市などで、内容を適当に継ぎ合わせた偽版も複数回出版されている。
ノストラダムスを批判した同時代人のローラン・ヴィデルやジャン・ド・ラ・ダグニエール（テオドール・ド・ベーズの変名とされる）も、その批判の主たる対象は『百詩篇集』ではなく「暦書」類の方であった（ヴィデルの著書は、現在では「暦書」類の逸文を伝える文献としても参照されている）。また、最初の偽ノストラダムスであるノストラダムス2世も、初期に出したのは暦書の便乗本であった。
このように、現在でこそ、『百詩篇集』に比べて「暦書」類の知名度はないに等しいが、当時はむしろ暦書の反響の方が大きかったのである。

## シャヴィニーの転記
「暦書」類はかなりの部数出されていたと推測される。たとえば、ルーアンの書肆ジュアン・イエスは、1557年12月だけでノストラダムスの「暦書」類を計1000部以上（未製本含む）仕入れている。しかし、「暦書」類は翌年1年間を対象にした「読み捨て」の小冊子に過ぎなかったため、以下に示すように現存数は必ずしも多くない。中には、『1561年向けの暦』のように、当時別の文献を製本した際の裏張りに使われていたおかげで残ったものもある。このケースでは、1984年にその本（1576年刊行のラテン語文献）の保存作業の一環で、図書館員が表装を剥がしたときに発見された。
そうした現存状況の少なさはあるものの、かなり多くの内容をノストラダムスの秘書だったことのある詩人ジャン＝エメ・ド・シャヴィニーが書き写し、12巻本の手稿にまとめ上げていたおかげで、主な内容をうかがい知ることはできる。この手稿自体が一時期行方不明だったのだが、1990年にディジョンの一市民が私蔵していることが判明し、リヨン市立図書館が買い取った。なお、シャヴィニーの転記は、現存する「暦書」類と比較した場合、省略や編集が加わっていることが明らかになっているため、その点に注意する必要はある。
現在、シャヴィニーによる転記のうち、「占筮」と「暦書」に収録されていた散文は「散文体の予兆」（Présages en prose）、「暦書」に収録されていた四行詩は「予兆詩」（Présages en vers）と区別されている。ただし、これらを「予兆」（プレザージュ; Présages）と総称したのはシャヴィニーが最初であり、ノストラダムス自身が積極的にそのような総称を用いていたかは定かではない（「暦書」類にはメインタイトルに "Présages" とつくものがいくつかはあり、副題的に併記されているケースも数点見られる）。

## 校定版
シャヴィニーが転記した「散文体の予兆」のうち、1559年向けまでは、ブルゴーニュ大学教授のベルナール・シュヴィニャールによる校定版が存在している。この校定版では、予兆詩の校訂も行われており、そちらは1555年向けから1567年向けまでの全154篇（従来知られていた141篇から、シャヴィニーが付け加えた偽物を差し引いた140篇と、従来の予言集には原則として収録されてこなかった14篇の合計）が収録されている。

## 予兆詩
ノストラダムスは1555年向けから1567年向けまでの13年間の暦書に四行詩を添えた。四行詩は各月の冒頭に添えられたほか、その年全般に向けたものも収録されることもあった（それはしばしば題扉に掲載された）。上で述べたように、これらの四行詩は現在「予兆詩」と呼ばれる。
予兆詩は基本的に1行10音綴の四行詩という形式のため、ノストラダムスの主作品である「百詩篇集」と形式的には似通っている。しかし、百詩篇に比べて断片的なイメージを羅列する傾向が強く現れている（「電報」的と評する者もいる）。例えば、次のような詩にはそれが顕著である。
1557年5月向け
今月に結びつく、急な知らせが空に。
受理され、放置される、死亡率は不確かに。
雨は僅少。入ること。天は地を干上げる。
敗北、死、捕囚、逮捕、不運にも。
1562年全般向け
冬と春は良好で健やか、夏は凶。
日照りの秋は有害、小麦は稀少。
ワインは十分。悪い双眼、事件、迫害された者。
戦争、反抗者たち、暴動につながる欠陥。
1565年12月向け
酷い霜、氷、団結よりも一層。
既婚の未亡人たち、火、悲嘆。
遊戯、はしゃぐこと、喜び、マルスは不和を呼び込むだろう。
結婚による良い見通し。
実際のところ、形式的に共通点はあれども、百詩篇に比べたときには文学的に劣ると評価されている。
予兆詩のなかで突出してよく知られているのは以下の詩である。
1567年11月向け
大使館から帰還して、王からの贈り物は然るべき場に置かれる。
もはやすることはないだろう。ゆえに神の許へ召されるだろう。
より近き親類、友人たち、血を分けた兄弟たち。
寝台と長椅子の近くで、突然の死が発見される。
ノストラダムスはこの詩の通り、寝台と長椅子の間で倒れていたと主張する信奉者はあとを絶たない。しかし、死の前夜に最後の言葉を交わしたと主張する秘書シャヴィニー、死んでいるノストラダムスを最初に発見したとされる息子セザールは、死に様についての証言を一切しておらず、実際にどのような形で発見されたのかは分かっていない。

## 主な版
日本では「暦書」類で現存するのは1563年版のみと紹介されたこともあったが、実際には複数の版が現存している。以下では、実物が現存するもの、実物は行方不明だがコピーが出回っているもの、あるいは同時代の外国語訳版が現存しているものなどを取り上げる。

### 1555年向け
『1555年向けの新たなる占筮と驚異の予言』
原題 : Prognostication nouuelle, & prediction portenteuse, pour Lan M. D. LV.
タイトルページの写真が伝わる最古の暦書であるが、1991年に所蔵していたペルーの元実業家ダニエル・ルソ（Daniel Ruzo）が歿したあとに、一時所在不明となった。2007年4月23日のオークションで現れ、11000ドルで落札された。現在はリヨン市立図書館に所蔵されており、インターネット上で見ることも出来る。

### 1557年向け
『1557年向けの暦書』
原題 : Almanach pour l'An 1557.
所有者のダニエル・ルソの没後、一時所在不明となった。2007年4月23日のオークションで現れ、5200ドルで落札された。ノストラダムス記念館に所蔵されており、インターネット上で見られる。
『1557年向けの驚嘆すべき予兆』
原題 : Les Presages Merveillevx pour l'an. 1557.
所有者のダニエル・ルソの没後、一時所在不明となった。2007年4月23日のオークションで現れ、5200ドルで落札された。ノストラダムス記念館に所蔵されている。
『1557年向けの大いなる新しい占筮と驚異の予言』
原題 : La Grand'Pronostication nouvelle avec Portenteuse prediction, pour l'An M. D. LVII.
ポール・アルボー博物館（Musée Paul Arbaud, エクス＝アン＝プロヴァンス）に現存しており、インターネット上でも見られる。

### 1558年向け
『1558年向けの新たなる占筮』
原題 : Pronostication Nouvelle, pour L'An Mil cinq cens cinquante et huict.
ハーグのオランダ王立図書館に現存しており、インターネット上でも見られる。

### 1559年向け
この年向けのフランス語による暦書類は18世紀の記録でタイトルは伝わっているが、現存しない。しかし、以下の二つの版は、それに基づいた英語訳と推測されている。
『1559年向けの占筮』
原題 : The Prognostication ... for the yeare of our Lorde, 1559.
大英図書館、バイエルン州立図書館に現存する英訳版で、1969年には影印本が出された。現在はインターネット上でも見られる。
『紀元1559年向けの暦書』
原題 : An Almanacke for the yeare of oure Lorde God, 1559.
ヘンリー・ハンティントン図書館（カリフォルニア州）、 ワシントン州立大学などに現存する英訳版で、現在はインターネット上でも見られる。
『1559年9月16日に起こるであろう蝕の意味』
原題 : Les Significations de l'Eclipse, qui sera le 16. Septembre 1559.
オリジナルは現存しないが、1904年に出された影印本が、フランス国立図書館、アルボー博物館、大英図書館などにあり、現在はインターネット上でも見られる。内容の大半がツィプリアン・レオヴィッツの蝕についてのラテン語文献の引き写しにすぎないため、偽書と疑う論者もいる。

### 1560年向け
『1560年向けの暦』
原題 : Almanach, Pour l'an 1560
所有者のダニエル・ルソの没後、一時所在不明となった。2007年4月23日のオークションで現れ、5200ドルで落札された。ノストラダムス記念館に所蔵されている。
『1560年向けの大いなる新占筮』
原題 : La Grand' pronostication nouvelle pour l'An Mil cinq cens soixante
現存状況は不明だが、研究者の間ではコピーが出回っており、インターネット上で見られる。

### 1561年向け
『1561年向けの暦書』
原題 : Almanach, Pour L'an 1561.
サント・ジュヌヴィエーヴ図書館（パリ）に、別の本の裏張りに使われていた断片が現存する。現在はインターネット上でも見られる。

### 1562年向け
『1562年向けの新たなる暦書』
原題 : Almanach Nouveau, Pour l'An.1562.
ブリュッセルの王立総合古文書館 Archives Générales du Royaume à Bruxellesなどに現存し、現在はインターネット上でも見られる。
『1562年向けの新たなる占筮』
原題 : Pronostication Novvelle Pour l'an mil cinq cents soixante deux.
リヨンで出されたオリジナルは、2007年4月23日のオークションで5200ドルで落札され、ノストラダムス記念館に所蔵されている。ノストラダムスの偽版を複数手がけていたパリの業者が、リヨン版をコピーした、海賊版と見なされている版をほぼ同じ時期に出版している。こちらはバイエルン州立図書館に現存し、インターネット上でも見られる。

### 1563年向け
『1563年向けの暦書。予兆を付記』
原題 : Almanach pour L'An M.D.LXIII. Avec les presages
「占筮」にあたる散文体の予測も併記されている版で、アルボー博物館に現存する。1905年に転記した版が出され、そちらはインターネット上でも見られる。

### 1564年向け
この年向けのフランス語版は、存在したことは確実だが正式名すら伝わっていない。以下のイタリア語版が現存する。
『1564年閏年向けの占筮と暦』
原題 : Pronostico et Lunario de l'anno bissestile MDLXIIII
イタリア国立図書館（フィレンツェ）に現存するイタリア語版で、インターネット上でも見られる。

### 1565年向け
『1565年向けの暦書。数多くの（前兆の）意味と各月ごとの予兆を付記』
原題 : Almanach Pour L'An M.D.LXV. Avecques ses tresamples significations & presages d'vn chacun moys
「占筮」にあたる内容との2部構成で、ペルージャのアウグスタ公立図書館に現存する。インターネット上でも見られる。

### 1566年向け
『1566年向けの暦書』
原題 : Almanach pour L'An M.D.LXVI.
「占筮」にあたる内容との2部構成で、ヴィットリオ・エマヌエレ図書館（ナポリ）、マギル大学オスラー医学史図書館（モントリオール）に現存し、1988年に影印版の形で復刻された。インターネット上でも見られる。

### 1567年向け
『故ミシェル・ド・ノートルダム師により構成された1567年向けの暦書』
原題 : Almanach povr L'An M. D. LXVII. Composé par feu Maistre Michel de Nostredame
20世紀初頭にはエクトール・リゴーが保有しており、アンリ・ボードリエの『リヨン書誌』にも採り上げられた。1904年には影印本も出されたが、オリジナル、影印本ともに現存状況は不明である。
『1567年向けの暦書』
原題 : Almanach per l'Anno M.D.LXVII.
イタリア語訳で、ヤギェウォ大学図書館に現存する。インターネット上でも見られる。

## 主な偽版
『1561年向けの暦』
原題 : Almanach pour l'An mil cinq cens soixante & un
パリの業者バルブ・ルニョーが作成した偽版。2007年4月23日のオークションで現れ、5800ドルで落札された。ノストラダムス記念館に所蔵されている。
『1563年向けの暦』
原題 : Almanach pour l'An 1563
パリの業者バルブ・ルニョーが作成した、1555年向けや1557年向けなどの暦書を継ぎはぎした偽版。リール市立図書館に現存し、現在はインターネット上で見られる。この版は英語訳も出された。
『1563年向けの占筮』
原題 : Pronostico dell'anno 1563
ボローニャの業者アレッサンドロ・ベナッチが作成した版で、偽版と考えられている。公共図書館での現存は確認されていないが、研究者の間で出回っていたコピーがインターネット上で見られる。
『1565年向けの暦』
原題 : Almanach pour l'An 1565
ルニョーの後を継いだ娘婿チボー・ベソーが作成した偽版。百詩篇などからの剽窃が見られる。エルマー・グルーバーが私蔵し、論文のなかで概要を紹介している。